# 全国ゴールデンシニア大会
全国ゴールデンシニア大会（ぜんこくゴールデンシニアたいかい）は、ねんりんピックの協賛イベントとして毎年開催されているアマチュアバスケットボールの大会の通称。正式名称は全国ゴールデンシニアバスケットボール大会といい、対象者は50歳以上の女性。
2002年10月の福島県福島市開催の第1回大会から現在までねんりんピック開催に合わせて継続的に開催している。この大会は生涯スポーツとしてバスケットボールを愛好する女性に呼びかけ、交流の場を提供し、楽しむバスケットボールを通じてその魅力を次世代に継承することと健康意識の高揚を目的として開催されている。大会は2日間にわたって行われる。年々参加者が増加しており、2009年の第8回大会（北海道）からは、60歳以上を対象としてプラチナの部が設けられている。